# Castillo de Kuwana
El castillo de Kuwana  (桑名城 Kuwana-jō?) fue un castillo japonés sito en Kuwana, al norte de la Prefectura de Mie, Japón. Al final del periodo Edo, el castillo de Kuwana era la sede de una rama del clan Matsudaira, daimio del Dominio de Kuwana. El castillo era también conocido como "Ōgi-jō" (扇城?) o "Asahi-jō" (旭城?)

## Historia
A finales del periodo Heian y durante el periodo Muromachi, la región que ocupa la actual Kuwana era conocida como "Jūraku-no-tsu" (十楽の津?) y era un importante puerto marítimo de la costa este de Japón, controlado por un gremio de mercaderes. El poeta Socho lo describió en 1515 como "una gran ciudad con más de mil casas, templos y posadas". El puerto estaba protegido por tres fortificaciones, (el castillo de Higashi, el castillo de Nishi, y el castillo de Misaki), cuyo conjunto era conocido “los Tres Castillos de Kuwana”.

### Periodo Sengoku
Durante el periodo Sengoku, la región cayó bajo el control de Oda Nobunaga y, posteriormente, de Toyotomi Hideyoshi, quien nombró al hijo menor de Nobunaga, Oda Nobukatsu, gobernador de toda la Provincia de Ise hasta la Batalla de Odawara (1590).  En 1595 Hideyoshi asignó a Ujiie Yukihiro un dominio de 22.000 koku en la Provincia de Ise, pero éste fue desposeído del mismo por Tokugawa Ieyasu tras la batalla de Sekigahara.

### Periodo Edo
Honda Tadakatsu se hizo con el control de Kuwana, y construyó un castillo nuevo en la ribera que ocupaba el antiguo castillo de Higashi. Bajo el gobierno del clan Honda, Kuwana-juku se desarrolló como una próspera shukuba (lugar de descanso para viajeros) en la vital carretera de Tōkaidō, que comunica Edo con Kioto. Durante este periodo el castillo de Kuwana tenía tres de sus lados protegidos por el río. Tenía una torre del homenaje de seis pisos, tres yagura (torres) de tres pisos, veinticuatro yagura de dos, doce yagura de uno, y cuarenta y seis puertas. En 1616, el clan Honda fue transferido al Dominio de Himeji, y el Dominio de Kuwana pasó al manos de una rama del clan Matsudaira, que gobernaría Kuwana durante el resto del periodo Edo. El castillo sufrió un incendio en 1701, el cual también destruyó la mayoría de la ciudad aneja. El shogunato Tokugawa no dio permiso para reconstruir la torre del homenaje, y el resto del castillo fue restaurado pero a una escala mucho más pequeña.

#### Bakumatsu
Durante el Bakumatsu, Kuwana estuvo gobernado por Matsudaira Sadaaki, seguidor clave del clan Tokugawa durante la guerra Boshin. Mientras estaba ausente luchando contra la Alianza Satchō en el norte de Japón, el castillo se rindió sin presentar batalla. Las tropas del gobierno lo incendiaron y, tras la restauración Meiji, sus paredes de piedra fueron demolidas para formar parte del rompeolas del puerto de Yokkaichi.
En 1928, el patio interior y una parte del segundo círculo se convirtieron en parque público, el parque Kyūka  (九華公園 "Kyūka-kōen"?) y el emplazamiento del castillo obtuvo la categoría de sitio histórico de la Prefectura de Mie en 1942. Las estructuras actuales incluyen dos yagura reconstruidas.